# 热合曼库尔汗
热合曼库尔汗（1913年8月—1990年8月6日），本名热合曼库尔·扎帕尔库尔乌卢，柯尔克孜族政治和军事人物，帕米尔高原柯尔克孜民族领袖。他的历史形象被解读得模棱两可，在历史上受到不同的评价。一方面，为了族人，他充当了帕米尔高原柯尔克孜族自由和独立的斗士；另一方面，为了实现自己的目标，他也不鄙视抢劫、诈骗和土匪行为，主要表现在对待苏联和中华人民共和国边防部队。

## 生平
热合曼库尔汗于1913年8月出生在帕米尔高原穆尔加布，位于现在的塔吉克斯坦共和国山地巴达赫尚自治州境内，当时是俄罗斯帝国的一部分。他的父亲扎帕尔库尔来自铁伊提部，是浩罕汗国可汗穆罕默德·胡达雅尔汗的千户长，领导着穆尔加布的柯尔克孜人。1917年，由于担心内战、集体化，以及向定居主义的过渡，扎帕尔库尔和他的民众逃到了阿富汗帕米尔高原的瓦罕走廊（当时那里已经有柯尔克孜人原住民）。
1938年，25岁的热合曼库尔汗在其父亲去世后继任阿富汗柯尔克孜族领袖。正是他设法从阿富汗当局获得了一些税收优惠和废除兵役的条件，以换取帕米尔高原的柯尔克孜人在阿富汗—苏联边境地区服役（在那里他经常与苏联边防部队发生冲突），后来是阿富汗与中国的边界（1964年划定）。1948年，他出乎意料地自愿放弃了权力，并在40个家庭的陪同下搬到了中国新疆，在那里度过了大约两年时间。后来他决定返回阿富汗。热合曼库尔邀请中国边防人员访问毗邻巴基斯坦的明捷克地区，并在得到穆罕默德·查希尔·沙阿的许可后，杀害边防人员，抢夺武器，并于1950年夏天返回小帕米尔。阿富汗柯尔克孜人高兴地迎接他，并再次宣布他为领袖。
1964年，热合曼库尔汗成为阿富汗代表机构支尔格大会的名誉会员，在其中代表少数民族柯尔克孜族的利益。在此期间，他被任命为沙阿代表。热合曼库尔汗在权力巅峰时拥有大量牲畜。他拥有綿羊7万多头，牦牛2000多头，马和骆驼约300匹。他还获得了广阔的牧场，控制了穿越阿富汗帕米尔高原的商队路线和贸易。
1978年四月革命后，热合曼库尔和他的1300多人的随从逃往巴基斯坦，在那里他与他的民众一起度过了饱受饥荒和病患困扰的漫长四年。他向美国政府请求为自己和他的民众在阿拉斯加州提供政治庇护，但遭到拒绝。1982年8月，热合曼库尔及其家人和他率领的293个柯尔克孜族家庭（1138人）被联合国飞机送往土耳其凡省。热合曼库尔汗除了母语柯尔克孜语外，还精通达里语和普什图语，并在巴基斯坦学习过乌尔都语和英语。1990年8月6日，他在土耳其埃尔祖鲁姆的一家医院去世。